# Antiche unità di misura del circondario di Breno

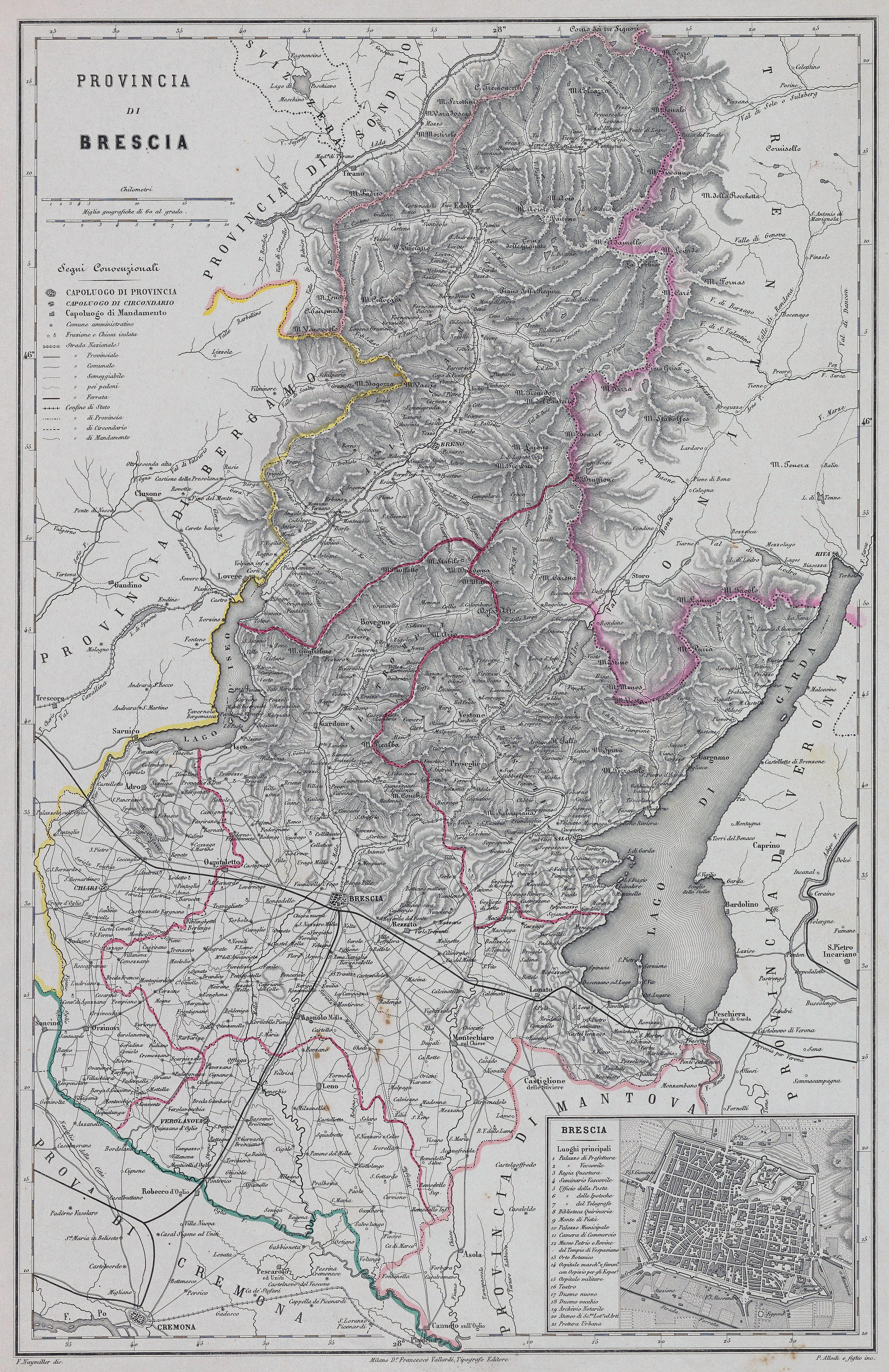
Mappa con indicazione dei confini del circondario di Breno nel 1868 circa

Sono qui riportate le conversioni tra le antiche unità di misura in uso nel circondario di Breno e il sistema metrico decimale, così come stabilite ufficialmente nel 1877.
Nonostante l'apparente precisione nelle tavole, in molti casi è necessario considerare che i campioni utilizzati (anche per le tavole di epoca napoleonica) erano di fattura approssimativa o discordanti tra loro.

## Misure di lunghezza
| Comuni         | Denominazione    | Valore   | Unità |
| -------------- | ---------------- | -------- | ----- |
| Tutti i comuni | Braccio da panno | 0,682559 | m     |
| Tutti i comuni | Braccio da seta  | 0,641072 | m     |
| Tutti i comuni | Cavezzo          | 2,852803 | m     |

Il braccio da panno e il braccio da seta si dividono in 12 once.
Il cavezzo, base della misura agraria, si divide in 6 braccia o piedi, il piede in 12 once, l'oncia in 12 punti, il punto in 12 atomi.

## Misure di superficie
| Comuni         | Denominazione                | Valore   | Unità |
| -------------- | ---------------------------- | -------- | ----- |
| Tutti i comuni | Piò                          | 3255,39  | m²    |
| Tutti i comuni | Braccio quadrato da fabbrica | 0,226069 | m²    |
| Tutti i comuni | Braccio d'asse               | 1,356414 | m²    |

Il piò di Valcamonica si divide in 100 tavole. La tavola di 4 cavezzi quadrati si divide in 12 piedi di tavola, il piede in 12 once, l'oncia in 12 punti, il punto in 12 atomi di tavola.
Il braccio da fabbrica ed il braccio d'asse si dividono rispettivamente in 12 once, l'oncia in 12 punti, il punto in 12 atomi.

## Misure di volume
| Comuni         | Denominazione            | Valore  | Unità |
| -------------- | ------------------------ | ------- | ----- |
| Tutti i comuni | Braccio cubo da fabbrica | 107,488 | L     |

Il braccio cubo da fabbrica si divide in 12 once, l'oncia in 12 punti, il punto in 12 atomi.

## Misure di capacità per gli aridi
| Comuni              | Denominazione                         | Valore   | Unità |
| ------------------- | ------------------------------------- | -------- | ----- |
| Tutti i comuni      | Soma da grano                         | 162,6122 | L     |
| Breno               | Sacco o carica                        | 176,1632 | L     |
| Pisogne             | Carica                                | 170,2400 | L     |
| Mandamento di Breno | Sacco da mulo per il carbone          | 499,2532 | L     |
| Mandamento di Edolo | Sacco da mulo per il carbone          | 623,2715 | L     |
| Mandamento di Edolo | Sacco da mulo per il carbone di ceduo | 556,4924 | L     |

La soma da grano di Valcamonica sì divide in 6 quartari, il quartaro in 2 quarte, la quarta in 8 sedicini, il sedicino in 2 minali.
Il sacco o carica di Breno si divide in 13 quarte, la quarta in 8 sedicini, il sedicino in 2 minali.
La carica di Pisogne si divide in 14 quarte bresciane, la quarta in 4 coppi, il coppo in 4 stoppelli, lo stoppello in 4 quartini.

## Misure di capacità per i liquidi
| Comuni         | Denominazione | Valore   | Unità |
| -------------- | ------------- | -------- | ----- |
| Tutti i Comuni | Soma          | 119,5421 | L     |

La soma da vino si divide in 187 boccali, il Boccale in 2 mezzi, due boccali fanno una pinta.

## Pesi
| Comuni         | Denominazione | Valore  | Unità |
| -------------- | ------------- | ------- | ----- |
| Tutti i comuni | Libbra        | 317,999 | g     |

La libbra si divide in 12 once, l'oncia in 16 dramme, la dramma in 12 denari.
25 libbre fanno un peso. 14 pesi fanno un cavallo. 15 pesi fanno una soma.
La stessa libbra mercantile per gli usi farmaceutici si divide in 12 once, l'oncia in 8 dramme, la dramma in 3 denari, il denaro in 24 grani.
I farmacisti usavano pure la libbra medicinale di Vienna eguale a Grammi 420,008.
I gioiellieri usavano il marco di zecca di Milano di Grammi 234,997 ed il carato di Venezia di grammi 0,20703.